# Азартні ігри в Танзанії
Азартні ігри в Танзанії є популярним і легальним способом розваг, онлайнові казино дозволено з 2019 року.

## Історія
Ігрова індустрія Танзанії регулювалася Законом про лотереї 1967 року та Законом про національні лотереї 1974 року. До економічних реформ 1985 року лише Національна лотерея Танзанії вважалася єдиним легальним способом азартних ігор у країні.
Політика економічної лібералізації та реформи, зокрема, прийняття Закону про заохочення та захист національних інвестицій 1992 року, стимулювали інвестиційні проекти в індустрії готелів та відпочинку.
2003 року, з введенням в дію Закону про ігрові інтереси Танзанії, країна створила юридичний орган Ігровий комітет Танзанії, що почав нагляд за гральною діяльністю, видачу ліцензій операторам та збір податків.
Правило 6 Закону про ігри 2003 року передбачає, що отримання ліцензії триває максимум 30 днів.
У жовтні 2019 року в країні було легалізовано віртуальні азартні ігри під час прийняття поправок до Закону про гемблінг. Окрім іншого, ці поправки оновили правила видачі ліцензій на лотереї для операторів і компаній, що постачають їм товари і послуги.
2021 року Ігровий комітет запропонував уряду ввести 10%-й податок від прибутку на віртуальні азартні ігри.

## Регулювання
За регулювання даної сфери бізнесу відповідає Ігровий комітет Танзанії (Gaming Board of Tanzania). Її було створено 1 липня 2003 року. З 2019 року регулятор також має повноваження давати дозвіл оператором на рекламу.